# 斯科茨博罗 (亚拉巴马州)
斯科茨博罗（英語：Scottsboro）位于美国亚拉巴马州东北部，邻近田纳西州，是杰克逊县县治所在，面积134平方公里。根据美国2000年人口普查，共有14,761人，其中白人占91.11%、非裔美国人占5.34%、土著美国人占1.02%。